# Offheim
Offheim ist ein Stadtteil der Kreisstadt Limburg an der Lahn im mittelhessischen Landkreis Limburg-Weilburg.

## Geografische Lage
Offheim liegt rund drei Kilometer nördlich von Limburg auf einer kleinen Anhöhe, von der aus man einen Ausblick auf das Limburger Becken, den Westerwald und auf den Taunus bis zum Großen Feldberg hat. Offheim ist an die östlich des Orts verlaufende Bundesstraße 49, im Volksmund „Lange Meil“ genannt, angeschlossen. Die A3 führt südlich am Ort vorbei.
Die annähernd quadratisch geformte Gemarkung grenzt im Norden an Ahlbach und weiter im Uhrzeigersinn an Dehrn, Dietkirchen, die Kernstadt Limburg, Elz und Niederhadamar. Die Siedlung selbst liegt auf einer Höhe von 155 bis 185 Metern. Im Nordosten steigt die Gemarkung auf bis zu 215 Meter an, im Nordwesten erreicht sie mit 135 Metern am Urselbach ihren tiefsten Punkt. Außer am Nordrand weist die Gemarkung nur geringe Höhenunterschiede auf. Die Gemarkung besteht hauptsächlich aus landwirtschaftlich genutzter Fläche. Lediglich nördlich des Orts liegt ein kleines Waldstück, das „Offheimer Wäldchen“, in dem sich auch eine stillgelegte Mülldeponie befindet.

## Geschichte

### Etymologie
Der Name Offheim, dessen Altform früher Ufheim oder Uffheym war, bedeutet „hochgelegener Ort“. Der Name trifft auch tatsächlich zu, da Offheim auf einer kleinen Anhöhe liegt und alle Dörfer und Städte im Umkreis überragt.
Des Weiteren deutet die Ortsendsilbe „-heim“ auf eine Ortsgründung zur Zeit der fränkischen Landnahme im 5.–7. Jahrhundert hin, die allerdings nicht urkundlich belegt werden kann.
Ein anderer Ansatz geht davon aus, dass Offheim seinen Namen vom Stamm der Ubier erhalten hat, die zu damaliger Zeit eine Siedlung in der Offheimer Gemarkung aufrechterhielten. Die Vorsilbe hätte sich demnach vom keltisch/gallischen „ubinum“ (Ubiersiedlung) über das germanische „úpenum“ und das fränkisch/althochdeutsche „úfheim“ zum jetzigen Ortsnamen entwickelt.

### Ortsgeschichte

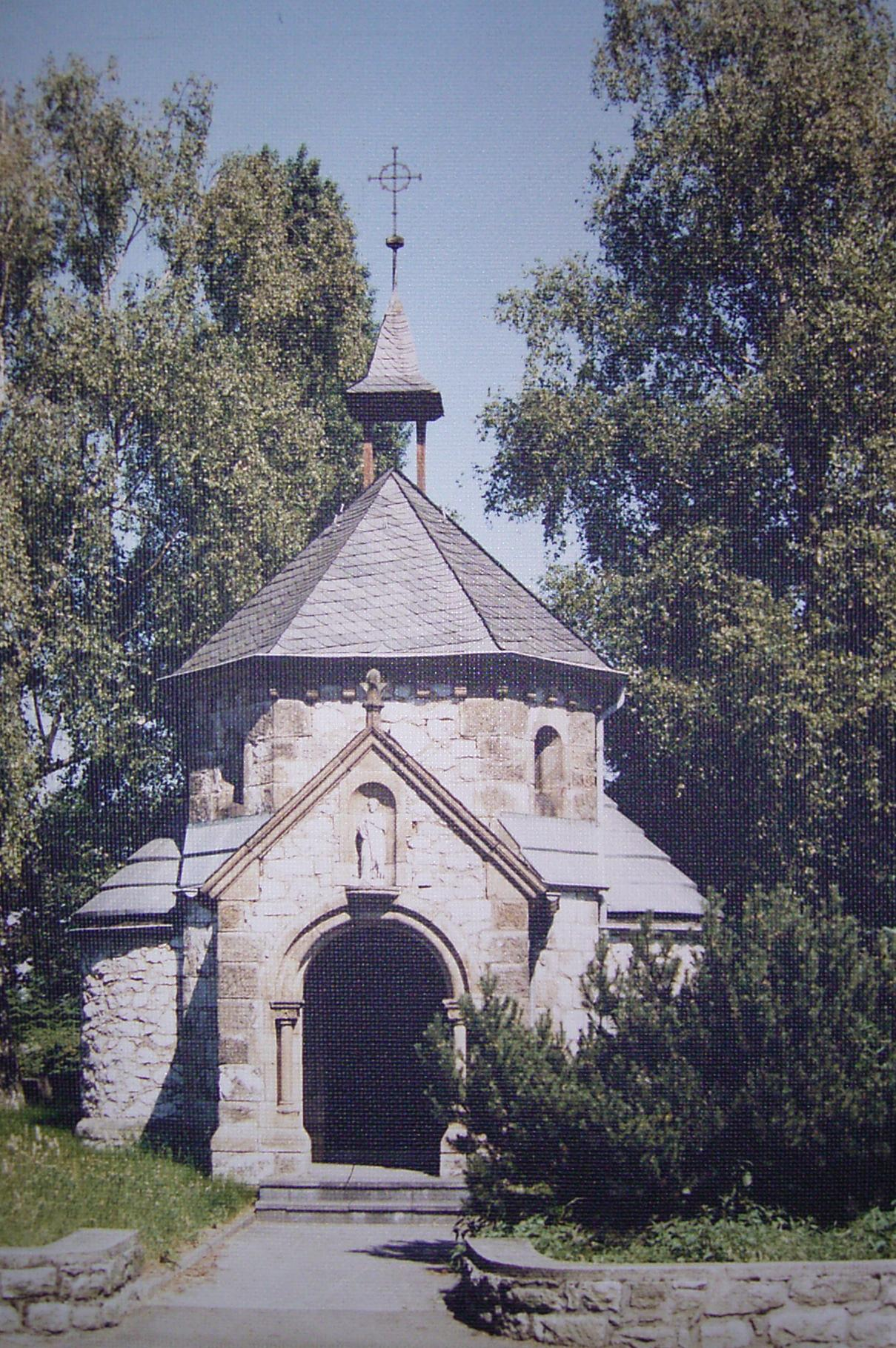
Rochuskapelle

Im Jahr 1217 wurde Offheim bekanntermaßen erstmals in einem Güterverzeichnis aus dem Kloster Eberbach im Rheingau erwähnt. Ein „Rouger de Uffheim“ wird dort als Zeuge für einen Grundstücksverkauf in Hadamar erwähnt. Offheim war Sitz der niederadligen Familie „von Uf(f)heim“, die ihren „Od“ oder Hof in unmittelbarer Nähe der heutigen Pfarrkirche hatte. Das Dorf ist allerdings wesentlich älter. Das belegen bei Ausschachtungsarbeiten auf dem Gelände des Unternehmens „Eisen Fischer“ entdeckte Funde, anhand derer man auf eine frühere Besiedlung schließen kann. Es wird angenommen, dass Offheim schon über 1000 Jahre alt ist, worauf auch der Dorfname hinweist. Südlich der Rochuskapelle wurde 1963 bei Straßenarbeiten ein Flachgrab aus der Latènezeit gefunden, in dem drei Arm- oder Beinringe aus Bronze als Grabbeigabe entdeckt wurden. Leider wurde das Grab bei den Arbeiten zerstört. Am nördlichen Rand der Gemarkung wurde bei Ausgrabungen 2006/07 im Zuge der Bauarbeiten für die Ferngasleitung 83 Überreste eines Hügelgrabes sowie ein urnenfeldzeitlicher Grubenkomplex entdeckt, aus dem Überreste einen Mondidols geborgen wurden.

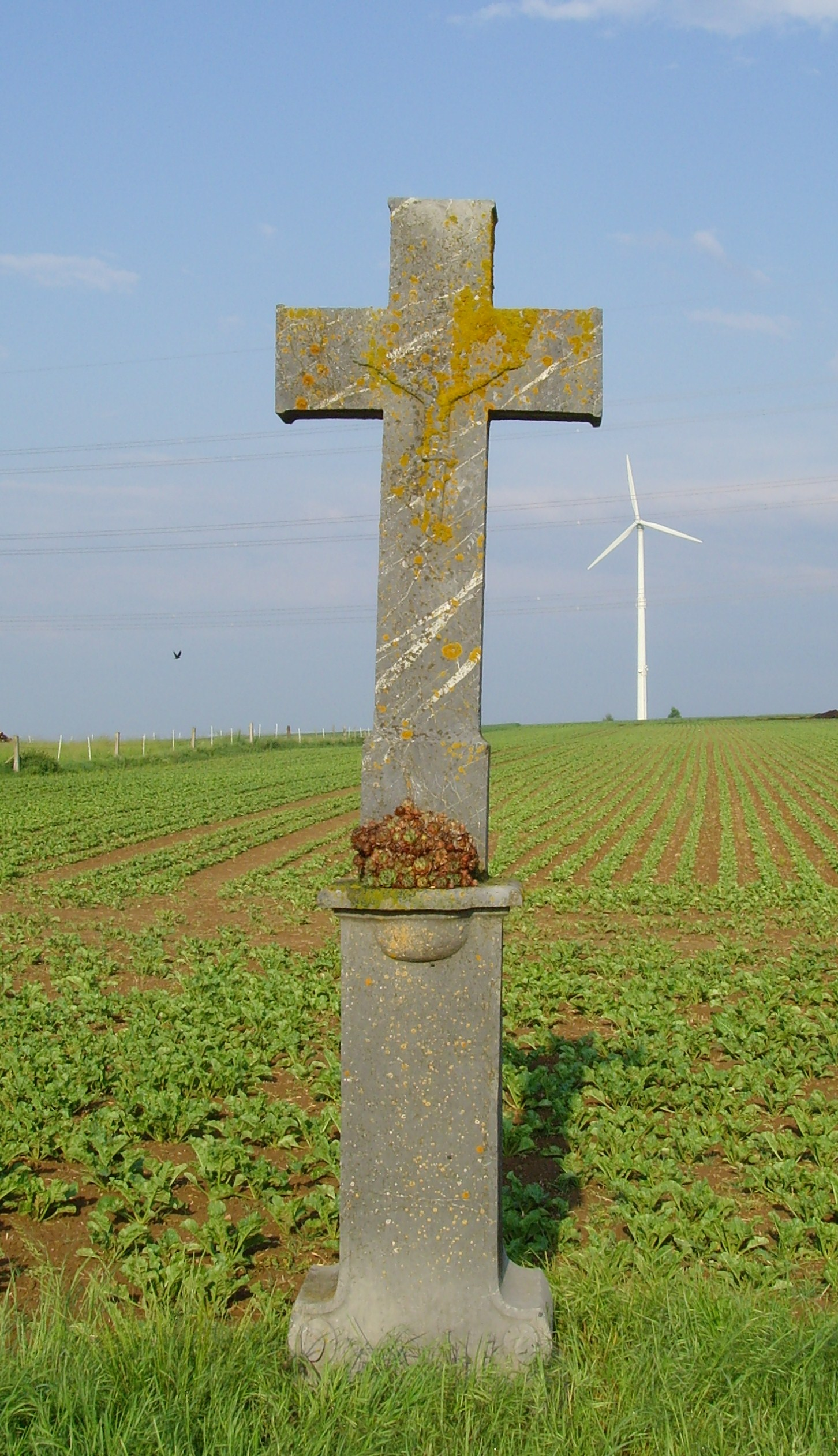
Feldkreuz auf Offheimer Gemarkung

In der Mitte des 12. Jahrhunderts wurde eine Kapelle im romanischen Baustil errichtet, der zugehörige Turm hat sich bis heute erhalten und gilt als Wahrzeichen des Dorfes. Im Jahr 1372 verstarb Gerhard von Offheim, und weil keiner seiner Söhne Nachkommen hatte, starb das Geschlecht derer von Offheim mit Enolf von Offheim nach 1421 aus. Das Dorf gelangte in den Besitz derer von Hoenberg/Hömberg, die 1487 die ebenfalls erworbene Kapelle an das Wilhelmitenkloster in Limburg übertrugen. Aus dieser Zeit stammt ein kleines Vesperbild und auch die 1496 gegossene, inschriftlich datierte Annaglocke, die heute noch die Offheimer Bürger zum Gottesdienst ruft.
Im Jahr 1582 wurde in Offheim die erste Schule errichtet, in der zunächst der Küster die Schüler unterrichtete. 1589 wurde Offheim, wie das gesamte Fürstentum Nassau, calvinistisch. Wie bereits 1575 wütete 1598 in der Region die Pest, von der Offheim weitgehend verschont blieb; der Ort Kreuch zwischen Offheim und Limburg fiel wüst. Aus Dankbarkeit wurde nach der letzten Pestepidemie in der Region, die um 1680 grassierte, die Rochuskapelle gebaut, die 1903 durch einen neoromanischen Neubau, die heutige Kapelle, ersetzt wurde.
Um die Wende zum 17. Jahrhundert kam es in der Gemeinde zu zahlreichen Prozessen gegen vermeintliche Hexen. In zwei Prozesswellen wurden 1589 und 1618 insgesamt mindestens fünf Frauen der Prozess wegen Zauberei gemacht. Der letzte Prozess gegen eine Offheimerin wegen vermeintlicher Zauberei fand kurz nach Ende des Dreißigjährigen Krieges, 1653 statt.
Im Dreißigjährigen Krieg wurde Offheim von den Schweden überfallen und zum Frondienst verpflichtet. In dieser Zeit litten die Offheimer sehr unter ihren Besatzern und die Bevölkerung verarmte. Bis 1620 gehörte Offheim zur Grafschaft Nassau-Diez und dann zur Linie des Grafen und Fürsten von Nassau-Hadamar, dessen Begründer Johann Ludwig war. Dieser trat 1629 wieder zum katholischen Glauben über, womit auch Offheim wieder katholisch wurde.
Heute sind 486 Einwohner evangelisch, 1612 Einwohner katholisch, und 550 gehören einer anderen Religion an. (Stand Dezember 2002)
Nach der Französischen Revolution wurde Offheim Kriegsschauplatz des Ersten Koalitionskrieges (1792–1797). Das Dorf wurde in dieser Zeit von den Revolutionstruppen schwer verwüstet.
Im Jahr 1806 kam Nassau-Oranien, und damit auch Offheim, unter französische Herrschaft. Der Ort war die südlichste Siedlung des Großherzogtums Berg, das von Napoleons Schwager Joachim Murat regiert wurde. Im November 1813 verweilte vermutlich der preußische Generalfeldmarschall Blücher in Offheim, der mit seinen Truppen die Franzosen vertrieb. Nach ihm ist in Offheim eine Straße benannt. 1815 kam Offheim zum Herzogtum Nassau und ab 1866 zu Preußen. 1858 wurde die Schule in der Backhausstraße durch einen Neubau ersetzt. 1879 wurde Offheim eine eigenständige Pfarrei. 1974 zogen die Kinder in die heutige Grundschule um. Die alte Schule in der Backhausstraße wurde 1975 abgerissen. Die 1896 eingeweihte neoromanische Kirche wurde 1970 abgerissen und durch die jetzige ersetzt.
Von 1967 bis 1979 wurde im Bereich des Offheimer Wäldchen eine ehemalige Müllkippe für Hausmüll zu einer Deponie für Industrieabfälle ausgebaut, die durch die Entsorgung hochgiftiger Substanzen und eines Brandes bundesweit unrühmlich in die Schlagzeilen geriet.
Im Jahr 2017 beging Offheim seine 800-Jahr-Feier mit einer umfangreichen Festwoche und weiteren Aktivitäten.
Hessische Gebietsreform (1970–1977)
Im Zuge der Gebietsreform in Hessen wurde die bis dahin selbständige Gemeinde Offheim zum 1. Juli 1974 kraft Landesgesetz als Stadtteil in die Stadt Limburg eingemeindet. Für Offheim, wie für alle Stadtteile von Limburg, wurde ein Ortsbezirk eingerichtet.

### Verwaltungsgeschichte im Überblick
Die folgende Liste zeigt die Staaten und Verwaltungseinheiten, denen Offheim angehört(e):
- vor 1711: Heiliges Römisches Reich, Fürstentum Nassau-Hadamar, Amt Hadamar
- 1717–1743: Heiliges Römisches Reich, Fürstentum Nassau-Dillenburg, Amt Hadamar
- 1743–1806: Heiliges Römisches Reich, Grafen von Nassau-Diez als Teil des Fürstentums Nassau-Oranien, Amt Hadamar
- 1806–1813: Großherzogtum Berg,[Anm. 2] Département Sieg, Arrondissement Dillenburg, Kanton Hadamar
- 1813–1815: Fürstentum Nassau-Oranien, Amt Hadamar
- ab 1816: Herzogtum Nassau,[Anm. 3]   Amt Hadamar
- ab 1849: Herzogtum Nassau, Kreisamt Limburg[Anm. 4]
- ab 1854: Herzogtum Nassau, Amt Hadamar
- ab 1867: Norddeutscher Bund, Königreich Preußen,[Anm. 5] Provinz Hessen-Nassau, Regierungsbezirk Wiesbaden, Oberlahnkreis[Anm. 6]
- ab 1871: Deutsches Reich, Königreich Preußen, Provinz Hessen-Nassau, Regierungsbezirk Wiesbaden, Oberlahnkreis
- ab 1886: Deutsches Reich, Königreich Preußen, Provinz Hessen-Nassau, Regierungsbezirk Wiesbaden, Kreis Limburg
- ab 1918: Deutsches Reich, Freistaat Preußen, Provinz Hessen-Nassau, Regierungsbezirk Wiesbaden, Kreis Limburg
- ab 1944: Deutsches Reich, Freistaat Preußen, Provinz Nassau, Landkreis Limburg
- ab 1945: Deutsches Reich, Amerikanische Besatzungszone,[Anm. 7] Groß-Hessen, Regierungsbezirk Wiesbaden, Landkreis Limburg
- ab 1946: Deutsches Reich, Amerikanische Besatzungszone, Hessen, Regierungsbezirk Wiesbaden, Landkreis Limburg
- ab 1949: Bundesrepublik Deutschland, Hessen, Regierungsbezirk Wiesbaden, Landkreis Limburg
- ab 1968: Bundesrepublik Deutschland, Hessen, Regierungsbezirk Darmstadt, Landkreis Limburg
- ab 1974: Bundesrepublik Deutschland, Hessen, Regierungsbezirk Darmstadt, Landkreis Limburg-Weilburg, Stadt Limburg
- ab 1981: Bundesrepublik Deutschland, Hessen, Regierungsbezirk Gießen, Landkreis Limburg-Weilburg, Stadt Limburg

### „Die Offemer Bärn“
Wie die Offheimer zu ihrem Scherz-Namen kamen:
Im 19. Jahrhundert zogen viele Zigeuner durch das Land. Einige von ihnen hatten dressierte Tiere, wie zum Beispiel Tanzbären, mit sich geführt. In dieser Zeit besuchte ein Offheimer das Gasthaus an der Alten Lahnbrücke in Limburg. Dort erzählte man sich, dass Zigeunern ein Bär entlaufen wäre und sich in der nahen Umgebung aufhalten sollte. Der Offheimer trank sich großen Mut an und machte sich zu später Stunde auf den Weg nach Hause. Auf seinem Heimweg sah er plötzlich besagten Bären. Angsterfüllt lief er so schnell ihn seine Füße trugen nach Offheim. Dort verbreitete sich sein Erlebnis wie ein Lauffeuer. Die Offheimer Bürger bewaffneten sich schnell mit allem was sie zur Hand hatten, zum Beispiel mit Mistgabeln, Äxten und Sensen. Als die mutige Truppe an der Stelle ankam, wo der große Bär angeblich gestanden hatte, fanden sie dort nur einen alten Baumstumpf vor. Die neblige Nacht und der Schnaps, den der Offheimer getrunken hatte, führten zu dieser Verwechslung.
Seit diesem Ereignis werden die Offheimer „Bären“ genannt.

### Die von Offheim
Im Jahr 1217 ist mit Ruocger von Offheim erstmals die niederadlige Familie Derer von Offheim verbürgt. Für 1278 ist ein Rudiger von Offheim als Inhaber eines Diezer Burglehens in Dehrn verzeichnet. In einer Dietkircher Urkunde von 1098 wird ein „Rucher“ erwähnt, bei dem es sich um ein frühes Mitglied der Familie von Offheim handeln könnte. Neben Dehrn war der heutige Dornburger Ortsteil Thalheim ein Besitzschwerpunkt der Familie. Weitere Güter befanden sich in Hadamar und Niedertiefenbach. Die letzte Erwähnung eines Enolfs von Offheim datiert auf 1423. Kurz darauf muss das Geschlecht, zumindest im Mannesstamm, ausgestorben sein.

## Bevölkerung
Einwohnerentwicklung
| • 1500: | 140 Einwohner (geschätzt) |
| • 1600: | 190 Einwohner (geschätzt) |
| • 1700: | 280 Einwohner (geschätzt) |
| • 1800: | 390 Einwohner (geschätzt) |

| Offheim: Einwohnerzahlen von 1825 bis 2020 | Offheim: Einwohnerzahlen von 1825 bis 2020 | Offheim: Einwohnerzahlen von 1825 bis 2020 | Offheim: Einwohnerzahlen von 1825 bis 2020 | Offheim: Einwohnerzahlen von 1825 bis 2020 |
| --- | ------------------------------------------ | ------------------------------------------ | ------------------------------------------ | ------------------------------------------ |
| Jahr |                                            |                                            |                                            | Einwohner                                  |
| 1825 | 1825                                       |                                            | 432                                        | 432                                        |
| 1834 | 1834                                       |                                            | 495                                        | 495                                        |
| 1840 | 1840                                       |                                            | 553                                        | 553                                        |
| 1846 | 1846                                       |                                            | 588                                        | 588                                        |
| 1852 | 1852                                       |                                            | 643                                        | 643                                        |
| 1858 | 1858                                       |                                            | 636                                        | 636                                        |
| 1864 | 1864                                       |                                            | 702                                        | 702                                        |
| 1871 | 1871                                       |                                            | 700                                        | 700                                        |
| 1875 | 1875                                       |                                            | 708                                        | 708                                        |
| 1885 | 1885                                       |                                            | 670                                        | 670                                        |
| 1895 | 1895                                       |                                            | 682                                        | 682                                        |
| 1905 | 1905                                       |                                            | 788                                        | 788                                        |
| 1910 | 1910                                       |                                            | 838                                        | 838                                        |
| 1925 | 1925                                       |                                            | 873                                        | 873                                        |
| 1939 | 1939                                       |                                            | 943                                        | 943                                        |
| 1946 | 1946                                       |                                            | 1.132                                      | 1.132                                      |
| 1950 | 1950                                       |                                            | 1.128                                      | 1.128                                      |
| 1956 | 1956                                       |                                            | 1.215                                      | 1.215                                      |
| 1961 | 1961                                       |                                            | 1.310                                      | 1.310                                      |
| 1967 | 1967                                       |                                            | 1.496                                      | 1.496                                      |
| 1970 | 1970                                       |                                            | 1.600                                      | 1.600                                      |
| 1974 | 1974                                       |                                            | 1.578                                      | 1.578                                      |
| 1987 | 1987                                       |                                            | 1.937                                      | 1.937                                      |
| 1994 | 1994                                       |                                            | 2.399                                      | 2.399                                      |
| 2003 | 2003                                       |                                            | 2.664                                      | 2.664                                      |
| 2011 | 2011                                       |                                            | 2.445                                      | 2.445                                      |
| 2014 | 2014                                       |                                            | 2.560                                      | 2.560                                      |
| 2020 | 2020                                       |                                            | 2.608                                      | 2.608                                      |
| Datenquelle: Historisches Gemeindeverzeichnis für Hessen: Die Bevölkerung der Gemeinden 1834 bis 1967. Wiesbaden: Hessisches Statistisches Landesamt, 1968. Weitere Quellen: LAGIS; Stadt Limburg; Zensus 2011 |                                            |                                            |                                            |                                            |

Einwohnerstruktur 2011
Nach den Erhebungen des Zensus 2011 lebten am Stichtag, dem 9. Mai 2011 in Offheim 2445 Einwohner. Darunter waren 252 (10,3 %) Ausländer.
Nach dem Lebensalter waren 468 Einwohner unter 18 Jahren, 1103 zwischen 18 und 49, 501 zwischen 50 und 64 und 363 Einwohner waren älter.
Die Einwohner lebten in 1029 Haushalten. Davon waren 309 Singlehaushalte, 270 Paare ohne Kinder und 354 Paare mit Kindern, sowie 105 Alleinerziehende und 24 Wohngemeinschaften. In 171 Haushalten lebten ausschließlich Senioren und in 780 Haushaltungen lebten keine Senioren.
 Historische Religionszugehörigkeit
| • 1885: | 670 katholische (= 100 %) Einwohner                                         |
| • 1961: | 127 evangelische (= 9,69 %), 1197 römisch-katholische (= 90,00 %) Einwohner |

Jüdisches Leben in Offheim: 1843 waren zwei jüdische Einwohner in Offheim als Mitglieder der jüdischen Kultusgemeinde Hadamar gemeldet. Im Zivilstandsregister der katholischen Kirche Hadamar werden sogar vier Offheimer Bürger jüdischen Glaubens erwähnt. Im Kirchenbuch bzw. Zivilstandsregister für Offheim ab 1818 ist der Eintrag der jüdischen Familie Joel und Rebekka Süßmann bzw. Süsmann – später Blumenthal – vom September 1841 durch den damaligen Pfarrverwalter Johannes Baptist Bellinger zu finden. Zudem sind die verstorbenen Kinder – eine Totgeburt (11. November 1827) und Marianne (20. März 1828) – und deren Eltern Rebekka (6. Dezember 1836) und Joel (19. September 1837) im Offheimer Sterberegister eingetragen. In der zweiten Hälfte des 19. Jahrhunderts lassen sich dann weder in den Kirchenbüchern noch in den Zivilstandsregistern für Offheim entsprechende Belege ausfindig machen. Mit dem derzeitigen Forschungsstand war wohl das jüdische Leben in Offheim nur eine vorübergehende Gegebenheit.

## Politik
Der ehemalige Limburger Bürgermeister Martin Richard und der hauptamtliche Erste Stadtrat Michael Stanke wohnen in Offheim.

### Ortsbeirat
Für den Stadtteil Offheim besteht ein Ortsbezirk (Gebiete der ehemaligen Gemeinde Offheim) mit Ortsbeirat und Ortsvorsteher nach der Hessischen Gemeindeordnung.
Der Ortsbeirat Offheim besteht aus neun Mitgliedern. Bei den Kommunalwahlen in Hessen 2021 betrug die Wahlbeteiligung zum Ortsbeirat 53,64 %. Dabei wurden gewählt: ein Mitglied der SPD, fünf Mitglieder der CDU und drei Mitglieder des Bündnis 90/Die Grünen. Der Ortsbeirat wählte Arne Piecha (CDU) zum Ortsvorsteher.

### Wappen
Am 26. April 1967 wurde der Gemeinde Offheim im damaligen Landkreis Limburg, Regierungsbezirk Wiesbaden, ein Wappen mit folgender Blasonierung verliehen: Im Schildhaupt ein goldener Leopard in Rot, darunter drei rote Ringe in Gold.
Das Wappen beruht auf dem Wappen Derer von Offheim. Der goldene Leopard ist ein Zeichen für Stärke. Die drei Ringe stehen symbolisch für die drei Verwandtschaftslinien der Familie. Die Farben gold und rot orientieren sich an den Farben der Grafen von Diez, da die Offheimer den Diezern lehenspflichtig waren.

## Kultur und Sehenswürdigkeiten

### Ortsbild
Offheim besitzt einen historischen Ortskern, in dem viele Fachwerkhäuser und Gehöfte aus dem 17., 18. und 19. Jahrhundert stehen. Zum Kern gehören die Backhausstraße mit Tanzplatz, Ober-, Unter- und Hintergasse, Weidestraße, Postweg und Borngasse.
In der Mitte des Dorfes stehen auf einer felsigen Anhöhe die Pfarrkirche mit dem romanischen Glockenturm aus dem 12. Jahrhundert sowie eine Altentagesstätte, die nach Westen und Süden von einer mittelalterlichen Bruchsteinmauer umgeben wird. Vor den beiden Ausgängen der Kirche befinden sich Plätze, an einem Ausgang der Tanzplatz, am anderen die Bushaltestelle. An der Hauptstraße, dem Limburger Weg, der durch ganz Offheim führt, befinden sich einige Geschäfte. Außerhalb des Ortskerns liegen Neubaugebiete und in Richtung Dehrn und Dietkirchen und Limburg das Offheimer Gewerbe- und Industriegebiet.

### Kulturdenkmäler

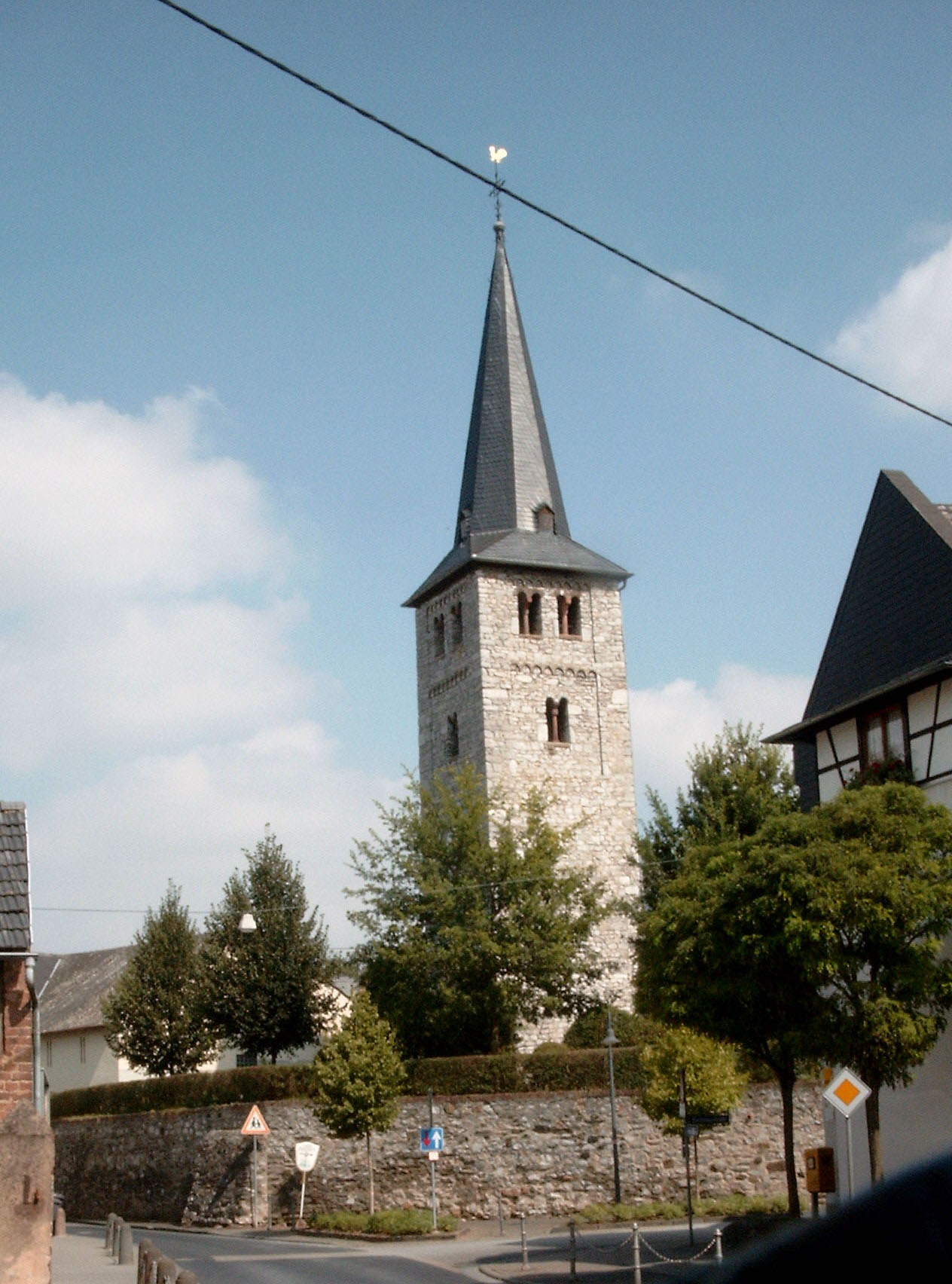
Offheimer Kirche
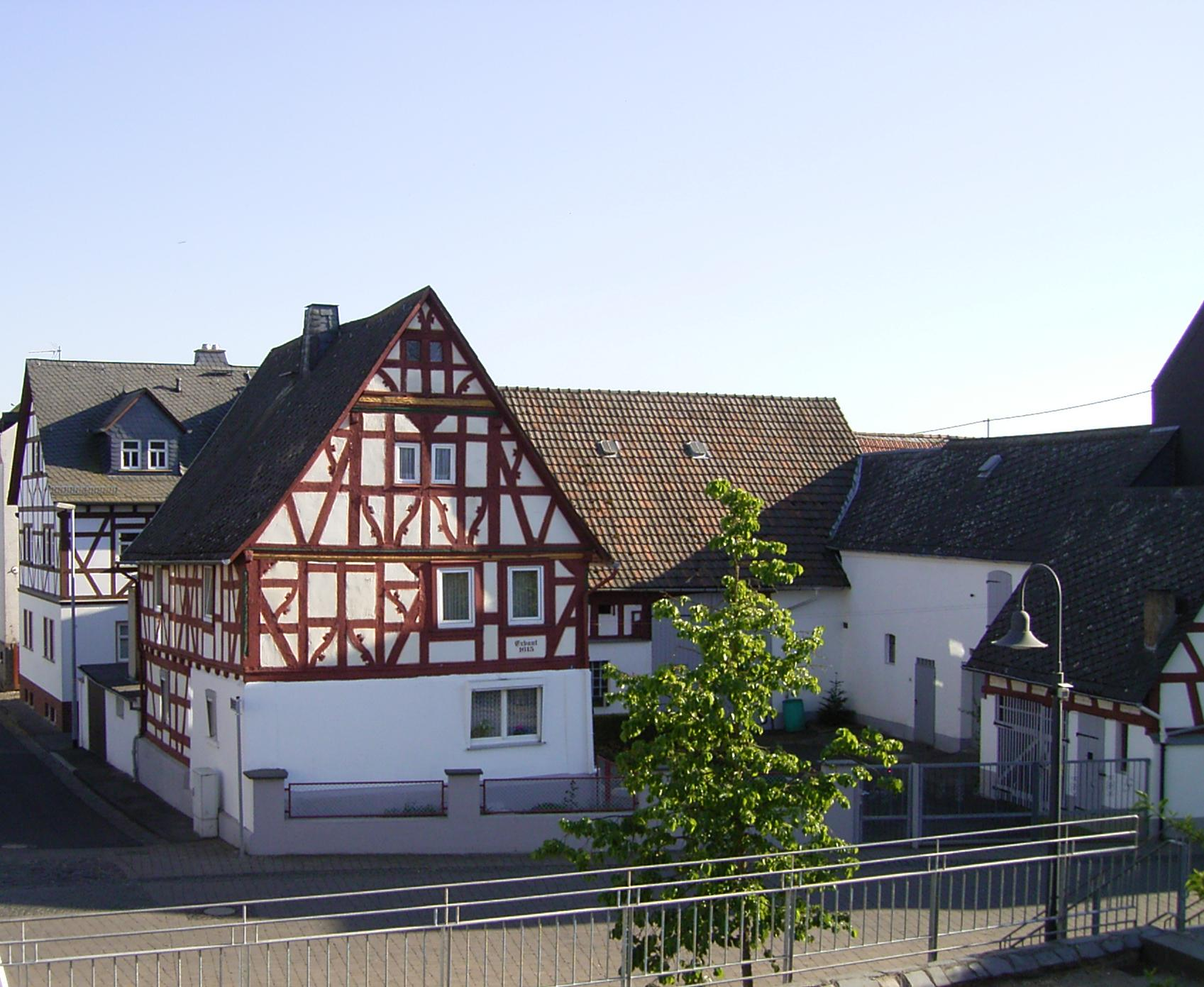
Ältestes Wohnhaus in Offheim (Anno 1615)
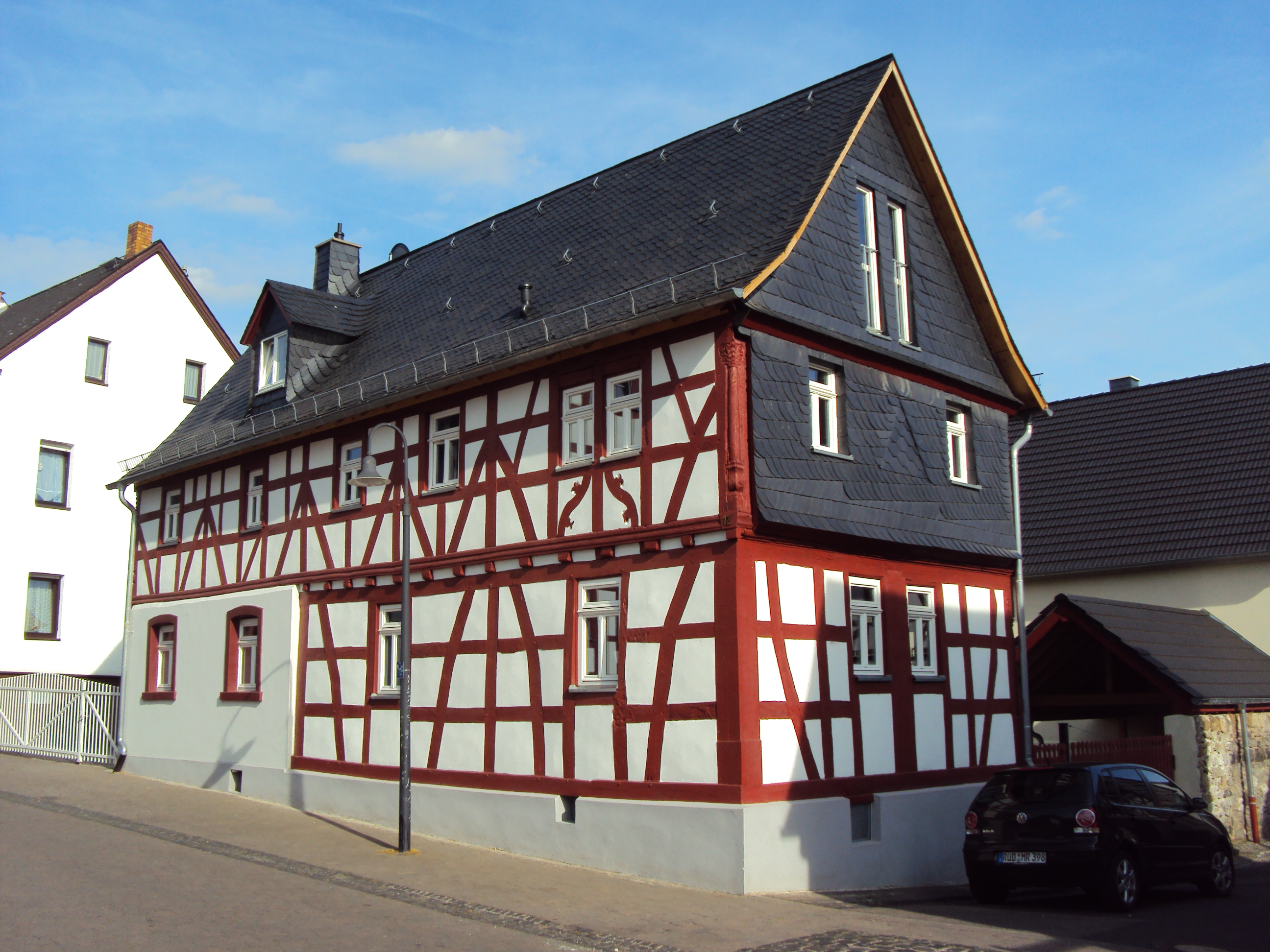
Typisch traufständiges Fachwerkhaus im Ortskern

### Vereine
Auf Ortsebene bestehen die Vereine
- Freiwillige Feuerwehr Offheim e. V. seit 1898 (einschl. Jugendfeuerwehr, seit 21. Juni 1974)
- Gesangverein Eintracht Offheim 1888 e. V.
- Jugendförderverein (JFV) Dietkirchen/Offheim 2009 e. V.
- Kath. Frauen Deutschlands (kfd) Offheim
- Kirchenchor St. Servatius 1952 Offheim
- Kleintierzuchtverein Offheim und Umgebung
- Oldtimerfreunde Offheim
- Rassegeflügelzuchtverein Offheim
- Sportclub 1919 e. V. Offheim
- Tischtennis-Club Offheim 1949 e. V.
- Turnverein 1912 Offheim e. V.
- Hallenbadverein Offheim e. V.
- Verschönerungsverein Offheim e. V.
- Förderverein der Grundschule Offheim e. V.
- Offheim Aktiv e. V.

### Regelmäßige Veranstaltungen

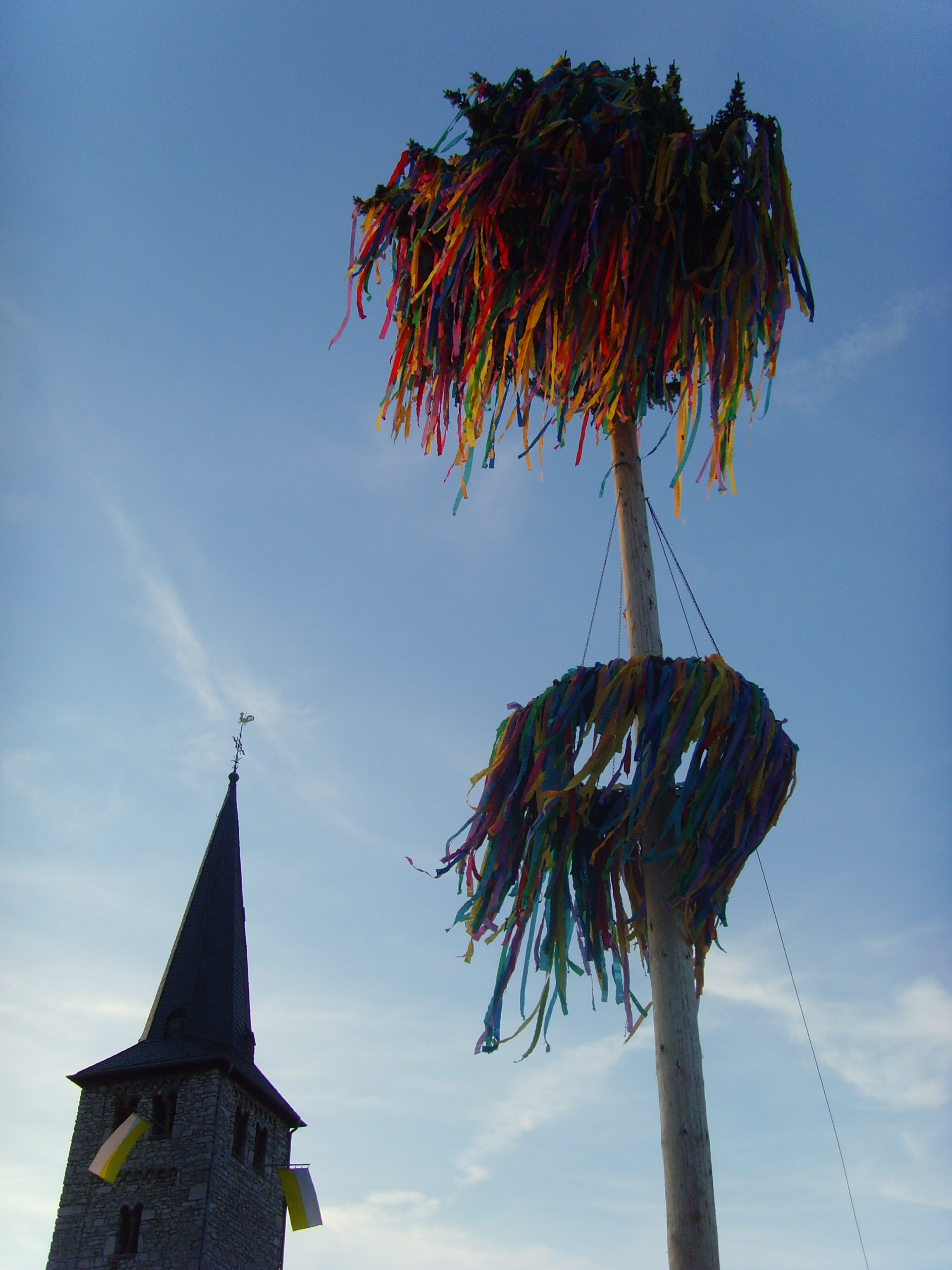
Offheimer Kirmesbaum

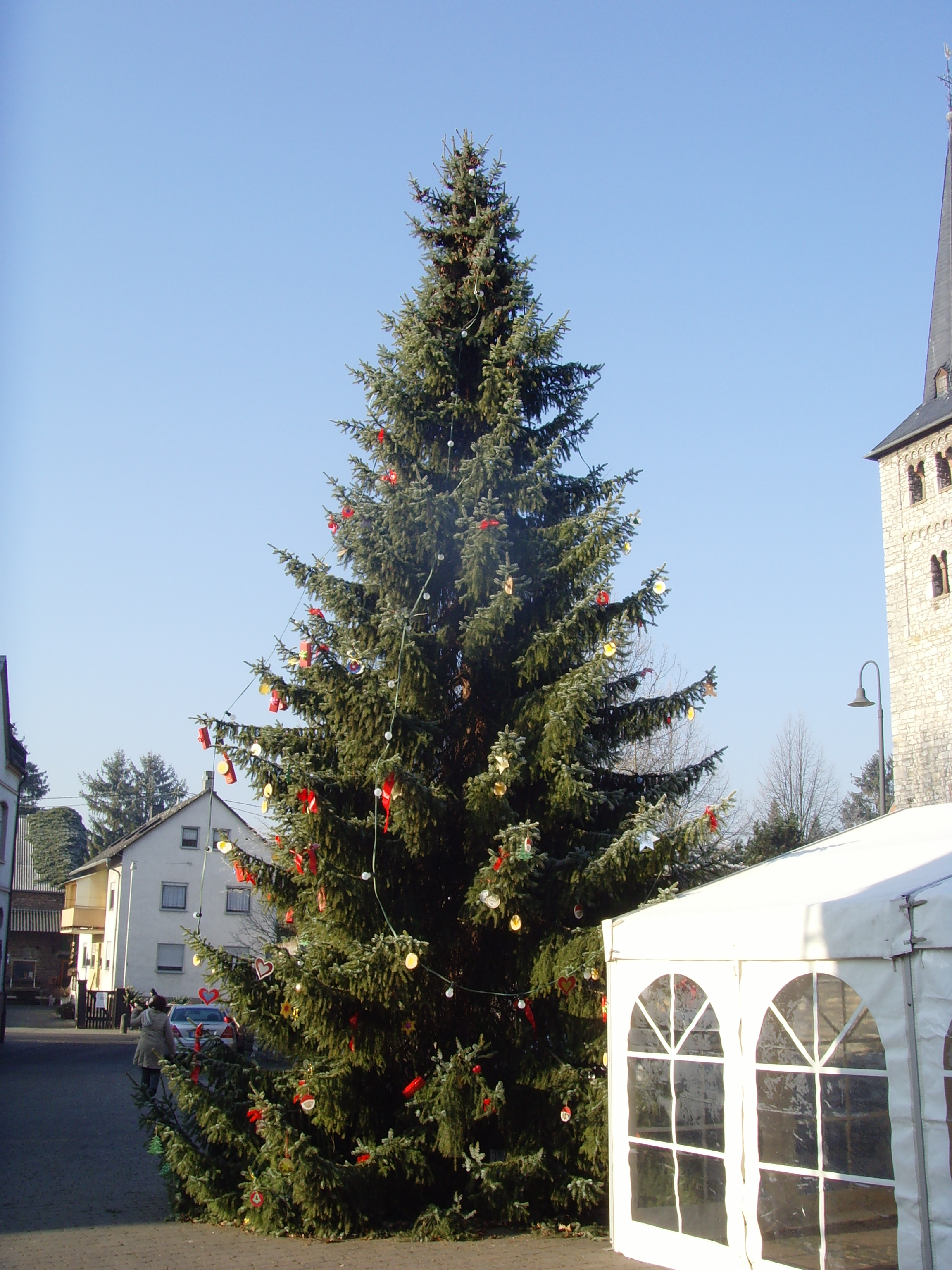
Weihnachtsbaum vor der Kirche

#### Schlachtfest
Das Schlachtfest wird alljährlich am 1. Mai von der Freiwilligen Feuerwehr Offheim ausgerichtet. Es werden auf diesem Fest Wurst- und Fleischprodukte angeboten. Dieses Fest wird auf der Rasenfläche zwischen dem Feuerwehrhaus und dem Dorfgemeinschaftshaus gefeiert.

#### Stoppelfeldfest
Das Offheimer Stoppelfeldfest, das jährlich an einem Wochenende im Juli/August stattfindet, wird von den Oldtimer-Freunden ausgerichtet. Die Feierlichkeiten beginnen mit einem Traktorkorso durch das Dorf. Es werden dort restaurierte Traktoren und andere historische Maschinen ausgestellt. Das Stoppelfeldfest findet jedes Jahr unter einem neuen Thema statt, das sich um verschiedene Aspekte der Landwirtschaft dreht. Es werden historische Techniken der Feldbestellung und Ernte demonstriert.

#### Kirmes
Die Offheimer Kirmes findet jedes Jahr am Wochenende nach Maria Himmelfahrt (15. August) statt. Seit wann die Offheimer Kirmes gefeiert wird, ist unbekannt; eine erste Erwähnung der Kirmes stammt aus dem Jahr 1719. Sie ist das Kirchweihfest der Offheimer Pfarrkirche „St. Servatius“ und findet von Freitag bis Montag statt. Am Sonntagmorgen wird zusammen mit den Kirmesburschen in der Pfarrkirche der Festgottesdienst gefeiert, am Montag gibt es einen großen Frühschoppen in allen Wirtschaften in Offheim.

#### Weinfest
Das Offheimer Weinfest findet Ende August oder Anfang September auf dem Tanzplatz statt. Es wird vom Offheimer Vereinsring veranstaltet, dem alle größeren Vereine angehören. An den verschiedenen Ständen werden an einem Samstag Weine aus verschiedenen Regionen angeboten. Das Weinfest wird jedes Jahr von einer Weinkönigin eröffnet. Bei schlechtem Wetter findet das Weinfest im Dorfgemeinschaftshaus statt.

#### Weihnachtsmarkt
Anfang Dezember findet in Offheim ein Weihnachtsmarkt auf dem Tanzplatz statt. Der Nikolaus, der jedes Jahr die Kinder beschenkt, wird von einem Traktor herbeigefahren, da der Markt von den Oldtimerfreunden ausgerichtet wird.

## Wirtschaft und Infrastruktur
Offheim verfügt über ein großes Industrie- und Gewerbegebiet, in dem sich unter anderem mehrere Autohäuser, Supermärkte und Möbelhäuser angesiedelt haben.

### Ansässige Unternehmen
- Harmonic Drive SE
- Blechwarenfabrik Limburg
- Bauunternehmung Albert Weil AG

### Bildung
- Grundschule Offheim
- Kindertagesstätte „St. Servatius“ Offheim
- Bücherei der Kirchengemeinde St. Servatius

### Freizeiteinrichtungen
- 2 Sportplätze (je ein Spiel- und Trainingsplatz)
- 2 Tennisplätze
- 1 Bouleplatz
- 2 Sporthallen
- 1 Turnhalle
- Spielplatz
- Das ehemals städtische Hallenbad wurde im Jahr 2005 nach rund einem Jahr der Schließung von dem gemeinnützigen Hallenbadverein Offheim übernommen und wird seitdem von diesem Verein betrieben. Damit handelt es sich um eines von deutschlandweit wenigen in Eigenregie von einem Verein getragenen Schwimmbädern.
- Fitness-Studio

### Gefahrenabwehr
- Freiwillige Feuerwehr Offheim, gegründet 1898 (einschl. Jugendfeuerwehr, gegr. 21. Juni 1974)

### Energieversorgung
- Amprion betreibt im Gewerbegebiet Offheim das Umspannwerk Limburg, das von zwei Seiten an das 380-kV-Netz angeschlossen ist und mehrere regionale 110-kV- sowie 20-kV-Leitungen versorgt. Auf dem Gelände befindet sich ein Bahnstrom-Umrichterwerk der DB Energie.

## Persönlichkeiten
- Christian Egenolff (* 26. Juli 1502; † 9. Februar 1555), Verleger und erster sesshafter Buchdrucker in Frankfurt am Main
- Magdalena Lorger (* 12. September 1734; † 8. Februar 1806), Laienschwester, bekannt vor allem durch ihre Stigmatisation
- Siegfried Schmitt (* 8. September 1915; † 5. Dezember 1988), Leichtathlet und Studiendirektor
- Karl Ohlenmacher, (* 8. Januar 1920; † 26. Februar 2013), Heimatforscher
- Heribert Reitz (* 1. Juni 1930; † 11. März 2018), Politiker (SPD), ehemaliger hessischer Finanzminister
- Klaus Kleiter (* 9. Januar 1944), ehemaliger deutscher Hockeytrainer und Lehrer
- Martin Richard (* 8. November 1951), ehemaliger Bürgermeister der Kreisstadt Limburg an der Lahn
- Martin Rendel (* 13. Juni 1968), Kulturmanager und Hochschulprofessor
- Stefan Simon (* 18. Juni 1969), ehemaliger Fußballspieler und Spielertrainer
- Julia Kleiter (* 5. Mai 1980), Opern- und Konzertsängerin
- Marius Laux (* 7. Februar 1986), Fußballspieler